# شهاب الدين النويري
شهاب الدين النويري شهاب الدين أحمد بن عبد الوهّاب بن محمد النويري، نسبة إلى قرية النويرة بمحافظة بني سويف. ولد سنة 677هـ، الموافق 1278 م، ودرس في القاهرة وأزهرها، وتخصص في دراسة الحديث والسير والتاريخ، اشتغل بادئ حياته في نسخ الكتب القيمة وكان يكتب النسخة من صحيح البخاري ويبيعها بألف دينار، كما عمل في بلاط السلطان الناصر محمد بن قلاوون، ونال حظوته، ومارس الكتابة والحسبة، تولى جيش طرابلس ما ساهم في توسيع مداركه واكسبه ذلك معرفة موسوعية.
رحل النويري سنة 733هـ عن عمر يناهز 65 عام وعشرة أشهر. تعتبر موسوعته الكبرى نهاية الأرب في فنون الأدب أهم ما كتبه النويري، أخرج الجزء الأول منها في ذي القعدة 721هـ. و تشتمل الموسوعة على خمسة فنون:
- السماء والأثار العلوية والأرض والأثار السفلية وهو قسم جغرافي فلكي عام.
- الإنسان وما يتعلق به.
- التاريخ
- الحيوان
- النبات

هذه الأقسام الأربعة تشغل عشرة مجلدات. أما القسم الخامس وهو التاريخ، فيشغل واحداً وعشرين مجلداً، ذاك أن النويري في الأساس مؤرخٌ عظيم، وقد سرد فيه تاريخ الإنسانية بدءاً من أبي البشر آدم مروراً بالأنبياء حتى سيد الرسل محمد ومراحل التاريخ الإسلامى المتعددة.